# 载波聚合
载波聚合（英語：carrier aggregation）是一项無線通訊技术，用于聚合多个载波单元（英語：component carrier，或称組成載波、分量载波）以提高传输带宽。

## 延伸阅读
- 载波